# Русские фанфары
Ру́сские фанфа́ры, нем. Russland-Fanfare — музыкальный оркестровый фрагмент, использовавшийся в качестве музыкальной темы информационных выпусков немецкого радио и «Немецкого еженедельного обозрения», начиная с 1941 г. (то есть со времени нападения на СССР). Тема заимствована из «Прелюдий» Ф. Листа. Сам термин «Русские фанфары» был изобретён нацистской пропагандой, и в период 1942—1945 был даже более известен, чем сами «Прелюдии». До начала войны с СССР в передачах использовалась иная тема — «Французские фанфары» — заимствованная из песни «Стража на Рейне».